# Ercan Yazıcı
Ercan Yazıcı (* 28. November 1994 in Samsun) ist ein türkischer Fußballspieler.

## Karriere
Yazıcı begann mit dem Vereinsfußball 2007 in der Nachwuchsabteilung von Samsunspor. Begünstigt durch den Umstand, dass dieser Verein im Sommer 2012 hochverschuldet von der Süper Lig in die TFF 1. Lig, der 2. türkischen Liga, abgestiegen war und nahezu alle Profispieler den Verein verließen, wurden Spieler von den Nachwuchs- und Reservemannschaften in die 1. Mannschaft aufgenommen. Unter diesen Spielern befand sich auch Yazıcı. Sein Profidebüt gab er am 23. Dezember 2012 in der Ligabegegnung gegen Adana Demirspor.
Nachdem Yazıcı in der Saison 2013/14 vom neuen Trainer Hüseyin Kalpar selten eingesetzt worden war, wurde Yazıcı für die Rückrunde an den Ligarivalen Şanlıurfaspor ausgeliehen. Dann kehrte er zu Samsunspor zurück, wo er bis zum Januar 2021 spielte. Nach einer halbjährigen Leihe zu Ankaraspor verließ er nach 9 Jahren Samsunspor und unterschrieb bei Keçiörengücü.